# Chesmet
Chesmet ou Shesmetet est dans la mythologie égyptienne une déesse lionne patronne des attributs royaux dont le nom est en rapport avec la malachite (shesmet).
Les premières allusions à Shesmetet, remontent à la IVe dynastie où elle a été représentée avec une ceinture d'orfèvrerie. Plus tard, elle est présente dans les textes des pyramides, où elle joue un rôle durant la naissance du monarque.
Elle était la mère mythique du roi et, par la suite, de tous les défunts. Durant la Ve dynastie, elle est représentée sous les traits d'une femme à tête de lionne.
Il semblerait que Shesmetet fut un aspect de Sekhmet et de Bastet dans son rôle de mère du roi (et d'uræus) qui, durant la Première Période intermédiaire fut identifiée avec la mère des défunts. 
Comme déesse de la magie, elle éloignait les démons qui pouvaient causer la mort.
Elle portait le titre de « La Maîtresse de Pount » ; il s'agissait peut-être d'une allusion de son origine primitive, avant de pénétrer dans la vallée du Nil.
Plus tard elle fut une incarnation de « la Lointaine ». Précisément unie à ce mythe, elle peut apparaître avec quatre têtes : une représente la déesse elle-même et les autres, celles d'Ouadjet, de Sekhmet et Hathor, lionnes aussi, des divinités avec lesquelles elle partage ses fonctions.
Elle a été assimilée au bâ des défunts et, comme telle, on l'identifia curieusement avec une canine.